# Cincona

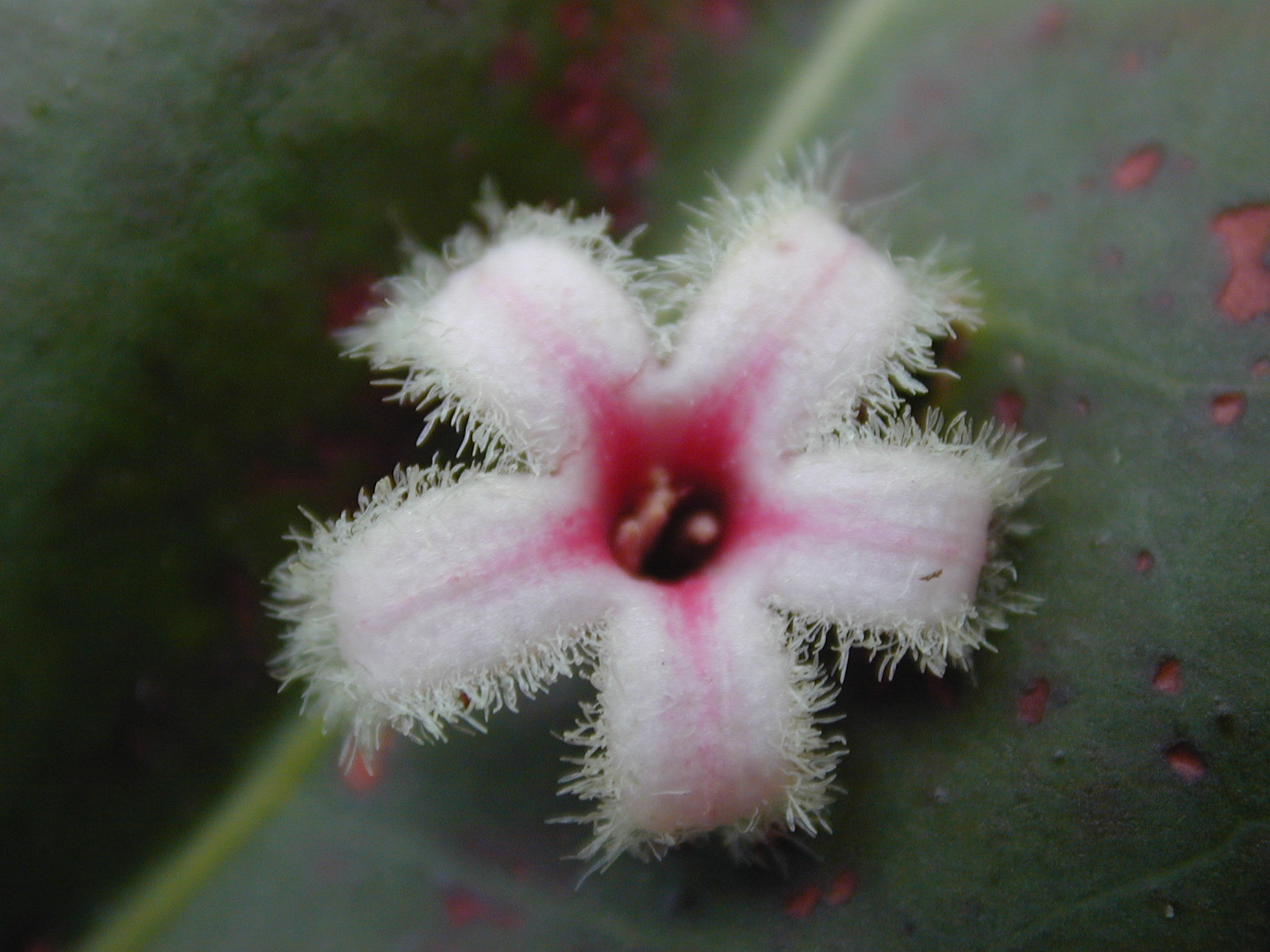
Detall flor

Cincona o arbres de la quina és el nom que s'utilitza en català per a les espècies del gènere Cinchona, un gènere de plantes angiospermes de la família de les rubiàcies (Rubiaceae).
Són plantes productores de diversos alcaloides medicinals principalment la quinina usada contra el paludisme o usats en l'elaboració de begudes refrescants com l'aigua tònica. El seu origen és tropical sud-americà, dels Andes, especialment del Perú, Equador, Bolívia i d'algunes zones de Colòmbia. Però el seu conreu actualment s'ha estès gràcies al seu èxit per combatre fortes febres, produïdes per la malària. Fou en el s. XVII, quan l'esposa del virrei del Perú, Francisca Enríquez de Rivera Comtessa de Chinchón agafà una febre molt persistent i es decidí en fer ús de la planta que els indis usaven. En 1632 portà aquest remei a Europa, i a través del Cardenal Lugo l'exportaren a Roma, en 1649. I ja finalment foren els jesuïtes els que la portaren a Indonèsia, d'on avui en dia principalment se l'obté de l'Illa de Java, com també de nombroses parts d'Àfrica (Ruanda, Camerun, Congo, Tanzània), de Jamaica i del sud-est asiàtic (Ceilan, Índia, Borneo…). El seu cultiu és degut a la seva escorça, coneguda com a quina, de la qual se n'extreu principalment la quinina, important principi actiu, a partir d'arbres d'uns 15-25 anys.
És a la llista dels 100 espècies invasores més nocives del món.

## Descripció
Gènere d'arbres o arbusts de mida de 10 m d'alçada, tot i que poden arribar a 30 m. Rarament formen boscs compactes, sinó que creixen en agrupacions d'uns quants exemplars, o bé solitaris. Les seves fulles són simples, enteres i ovalades o ovovades quasi circulars amb estípules de vegades tan desenvolupades que semblen talment fulles. Tenen disposició a la tija i el seu aspecte és llustrós i brillant, amb nerviació pennada. Solen mesurar uns 10-40 cm de llarg. Les flors són de color rosa, blanc o vermell i estan disposades en forma de panícules terminals o axil·lars. Són pentàmeres i el seu ovari, ínfer i generalment bicarpel·lar, origina el fruit que en aquest cas és una càpsula oblonga o ovoidea que conté unes 40-50 llavors planes i alades.

## Taxonomia
Aquest gènere va ser publicat per primer cop l'any 1753 al primer volum de l'obra Species Plantarum del botànic suec Carl von Linné (1707-1778).

### Espècies
Dins del gènere Cinchona es reconeixen les 24 espècies següents:
- Cinchona anderssonii Maldonado
- Cinchona antioquiae L.Andersson
- Cinchona asperifolia Wedd.
- Cinchona barbacoensis H.Karst.
- Cinchona calisaya Wedd.
- Cinchona capuli L.Andersson
- Cinchona fruticosa L.Andersson
- Cinchona glandulifera Ruiz & Pav.
- Cinchona hirsuta Ruiz & Pav.
- Cinchona krauseana L.Andersson
- Cinchona lancifolia Mutis
- Cinchona lucumifolia Pav. ex Lindl.
- Cinchona macrocalyx Pav. ex DC.
- Cinchona micrantha Ruiz & Pav.
- Cinchona mutisii Lamb.
- Cinchona nitida Ruiz & Pav.
- Cinchona officinalis L.
- Cinchona parabolica Pav.
- Cinchona pitayensis (Wedd.) Wedd.
- Cinchona pubescens Vahl
- Cinchona pyrifolia L.Andersson
- Cinchona rugosa Pav.
- Cinchona scrobiculata Bonpl.
- Cinchona villosa Pav. ex Lindl.

### Híbrids
S'ha descrit un híbrids natural:
- Cinchona × boliviana Wedd.

## Composició química
La Cincona conté alcaloides formats principalment a les cèl·lules parenquimàtiques de les capes mitjanes de l'escorça, representant entre un 3-15% del pes d'aquest òrgan de la planta. Són coneguts en conjunt com a alcaloides de la quina, i s'han extret fins ara 25. La seva forma a l'escorça és en forma de sulfats o hidroclorurs i solen estar combinats amb àcids orgànics, com l'àcid quínic i amb tanins. La quantitat d'alcaloides varia segons l'espècie, regió geogràfica, eddat del'exemplar, i mètode de recol·lecció de l'escorça. Els híbrids C. ledgeriana i C.calisaya tenen major concentració. El mateix succeeix amb els arbres d'entre 6 i 9 anys. I l'alcaloid més abundant, la quinina, es presenta com una pols blanca, cristal·lina, amarga, poc soluble en aigua i soluble en alcohol i cloroform. A més d'alcaloids, l'arbre de la quina també conté principis amargs, com la quinovina; roig de quina, pigment que en algunes espècies pot arribar a constituir el 10% del seu pes en sec; saponines, beta sitosterol, olis essencials (traces); etc.

## Usos medicinals
Els usos medicinals més comuns de la quinina estan dirigits pels casos de malària i d'enrampades musculars a les cames. en canvi la quinidina s'usa correntment en el tractament d'arrítmies ventriculars i supraventriculars.
També té usos etnomedicinals, entre ells el caràcter astringent de l'escorça de la quina en decocció, usat per a inflamacions orofaríngees fent gargarismes. I en ús intern, és usat com orexigen i eupèptic.

### Accions farmacològiques
Estan centrades en les propietats antimalàriques i antiarrítmiques dels seus principals alcaloids quinina i quinidina.
La seva principal activitat, és l'antipalúdica, deguda a la quinina que té acció esquizonticida, amb escassa activitat sobre els esporozoïts o sobre les formes preertitrocítiques dels paràsits de la malària. És gametocida només per a Plasmodium malarie i Pl.vivax, essent comparativament més tòxica i menys efectiva que la cloroquina. Se sol administrar com a preventiu o per a excessos de febre palúdica.
L'arbre de la quina també té propietats antiarrítmiques gràcies a la quinidina, que descendeix la freqüència cardíaca i l'excitabilitat, evitant els fenòmens d'hiperautomatisme. la quinina també produeix els mateixos efectes però en un 50% menys.
Gràcies als seus principis amargs, la cincona té un efecte eupèptic i orexigen, afavorint la secreció de sucs gàstrics. També és astringent degut als tanins i per això és útil en processos inflamatoris de les mucoses o com a regulador intestinal.
També s'han determinat altres propietats causades per la quinidina com l'efecte citostàtic o l'acció antitèrmica, al provocar inhibició sobre el centre regulador bulbar; o també causades per la quinina, com l'atenuació de l'excitabilitat o les propietats antioxidants de l'extracte de l'escorça de la quina.

### Interaccions medicamentoses, contraindicacions i altres
Quinina: Els seus efectes adversos i/o tòxics es manifesten en elevades dosis, essent depressora del sistema nerviós central i generant nausees i vòmits. Durant el seu ús prolongat pot produir-se la síndrome del cinconisme. Està contraindicada per a embarassos i períodes de lactància, ja que és oxitòcica i teratogènica. I el seu ús amb antiàcids disminueix l'absorció gastrointestinal d'aquesta.
Quinidina: Ocasionalment pot originar efectes inmunoal·lergènics que desencadenen en un bloqueig aurículo-ventricular, i està contraindicat per als tractaments d'arrítmies, ja que és un alt risc. També aquest alcaloid realitza interaccions medicamentoses amb drogues anticoagulants a l'augmentar els seus efectes i provocar hemorràgies per hipotrombinèmia.

### Estatus legal
Les diferents Farmacopees reconeixen les escorces de Cinchona succirubra, Cinchona calisaya, Cinchona ledgeriana i Cinchona officinalis. Les quines són molt usades en begudes tòniques, amb un límit admès per a la quinina d'un màxim de 83 ppm. L'escorça de la quina és aprovada per a consum, per la Comissió E d'Alemanya recomanant-se com a orexigen i eupèptic.

## Galeria d'imatges

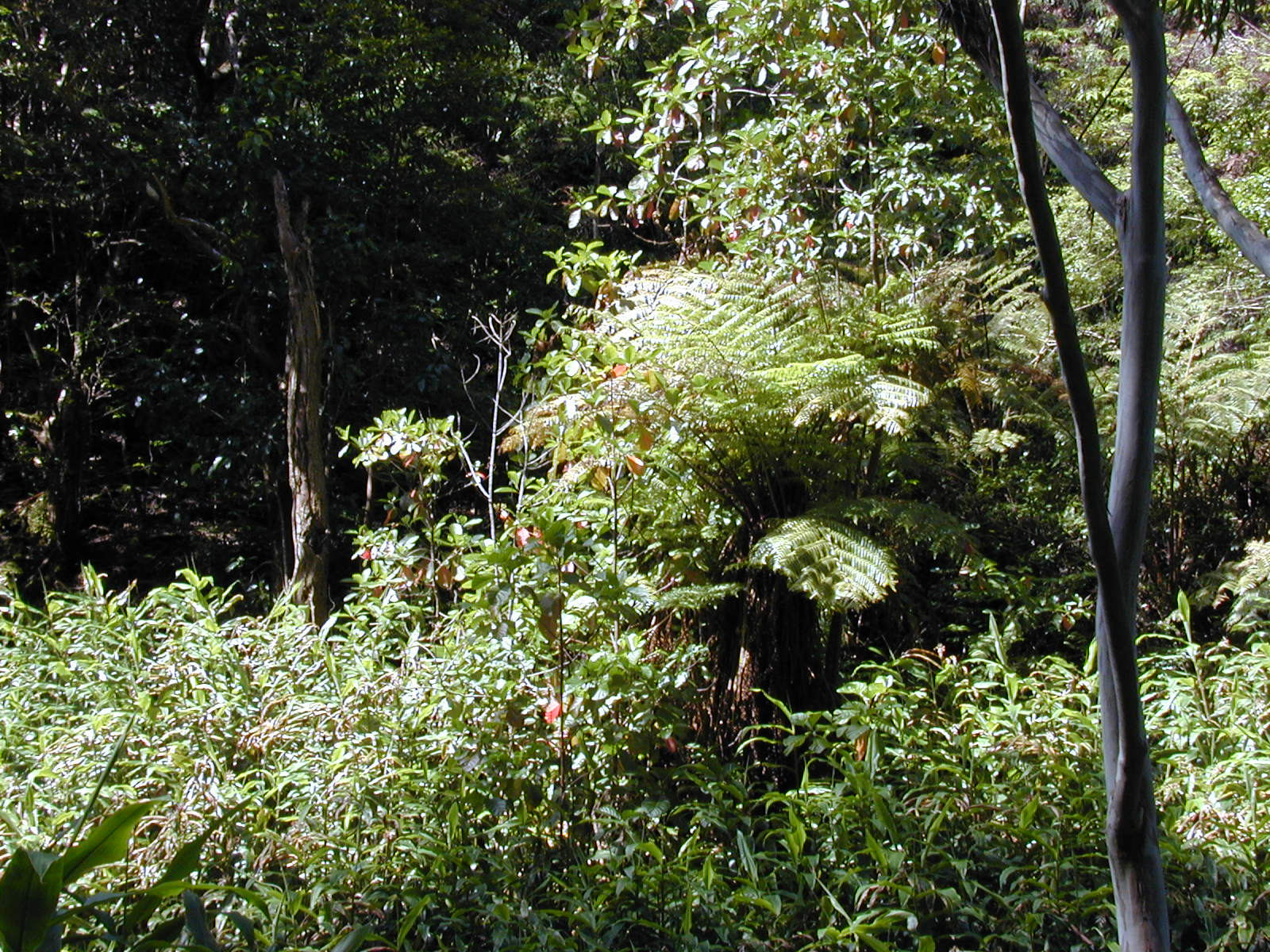
Cinchona pubescens Aspecte general
Cinchona pubescens Fruit
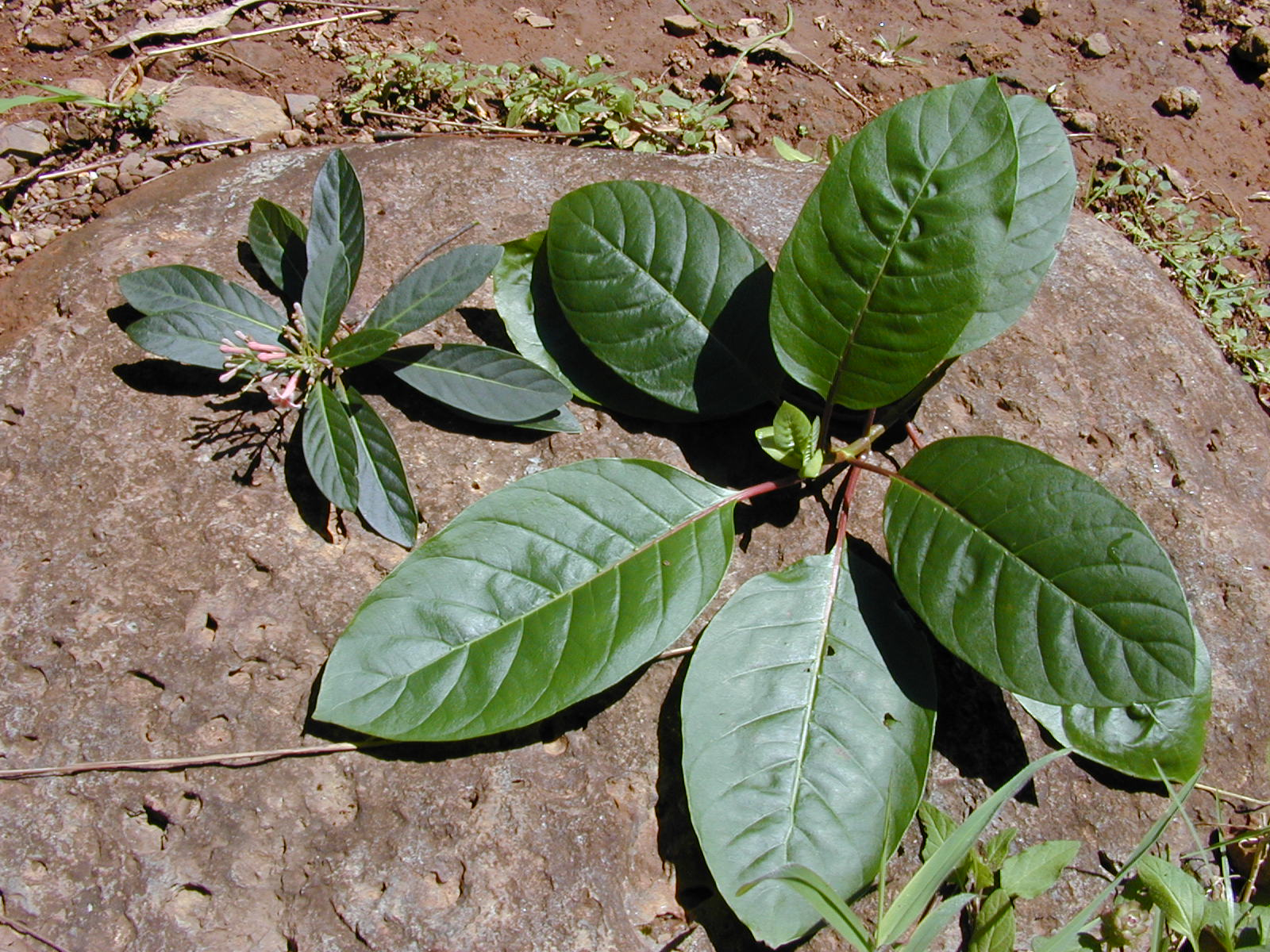
Cinchona Fulles